# Подзамковый, Василий Сафронович
 Василий Сафронович Подзамковый (1916—21.04.1945) — командир пулемётного расчёта 1331-го горнострелкового полка (318-я Новороссийская ордена Суворова горнострелковая дивизия, 3-й Карпатский горнострелковый корпус, 1-я гвардейская армия, 4-й Украинский фронт), старшина, участник Великой Отечественной войны, кавалер ордена Славы трёх степеней.

## Биография
Родился в 1916 году в селе Кудринцы ныне Каменец-Подольского района Хмельницкой области (Украина) в семье рабочего. Украинец. Образование неполное среднее. Жил в городе Каменское (в 1936–2016 годах – Днепродзержинск) Днепропетровской области (Украина). Работал кузнецом, сталеваром.
С 1936 по 1938 год проходил действительную срочную службу в Красной Армии. Повторно призван в июне 1941 года. В действующей армии с августа 1941 года. Воевал на Южном и Северо-Кавказском фронтах, в составе Отдельной Приморской армии, на 4-м Украинском фронте. Принимал участие в оборонительном сражении на юге Украины, битве за Кавказ, Керченско-Эльтигенской десантной операции, Крымской, Карпатско-Ужгородской, Западно-Карпатской и Моравско-Остравской наступательных операциях. В боях трижды был ранен.
При высадке десанта в порту города Новороссийск Краснодарского края 11 сентября 1943 года командир пулемётного расчёта красноармеец В. С. Подзамковый огнём своего пулемёта поддерживал продвижение десантников. Метким огнём он уничтожил расчёт станкового пулемёта противника и подавил огонь двух деревоземляных огневых точек. Приказом командующего 18-й армией награждён орденом Красной Звезды.
При овладении городом Севастополь с 7 по 11 мая 1944 года расчёт В. С. Подзамкового уничтожил 3 огневые точки противника, обеспечив успешное продвижение стрелкового подразделения. При отражении контратаки противника уничтожил более 30 немецких солдат. Когда противник пытался перебросить подкрепление на 3 автомашинах, он точными очередями своего пулемёта подбил все 3 автомашины и повёл огонь на поражение пехоты. Противник был рассеян, контратака сорвана. Командиром полка был представлен к награждению орденом Красного Знамени.
Приказом командира 3-го гвардейского стрелкового корпуса от 21 июня 1944 года сержант Подзамковый Василий Сафронович награждён орденом Славы 3-й степени.
В августе 1944 года 318-я стрелковая дивизия была передислоцирована в полосу 4-го Украинского фронта и приступила к подготовке наступления в горно-лесистой местности. В период Карпатско-Ужгородской наступательной операции при овладении важной высотой в районе населённого пункта Кычера (ныне не существует, территория района Снина Прешовского края, Словакия) 28 сентября 1944 года расчёт В. С. Подзамкового, поддерживая атаку стрелковой роты, уничтожил 3 станковых пулемёта с расчётами и до 30 немецких солдат.
Приказом командующего 1-й гвардейской армией от 3 ноября 1944 года сержант Подзамковый Василий Сафронович награждён орденом Славы 2-й степени.
В ходе дальнейшего наступления при овладении городом Гуменне ныне Прешовского края (Словакия) 25 ноября 1944 года В. С. Подзамковый со своим расчётом уничтожил 5 огневых точек противника и более 30 немецких и венгерских солдат. Точный и своевременный огонь пулемётного расчета способствовал успешному выполнению боевой задачи стрелковой роты.
Указом Президиума Верховного Совета СССР от 24 марта 1945 года за образцовое выполнение боевых заданий командования на фронте борьбы с немецкими захватчиками и проявленные при этом доблесть и мужество старшина Подзамковый Василий Сафронович награждён орденом Славы 1-й степени.
Командир пулемётного взвода старшина В. С. Подзамковый был убит в бою 21 апреля 1945 года. Первоначально похоронен в братской могиле в селе Гожице ныне Водзиславского повята Силезского воеводства (Польша). Позже перезахоронен на воинском кладбище в городе Водзислав-Слёнски Польша (бывший город Германии).

## Награды
- Орден Красной Звезды (27.11.1943)[8]
- Полный кавалер ордена Славы:
  - орден Славы I степени (24.03.1945)[9];
  - орден Славы II степени (03.11.1944)[10];
  - орден Славы III степени (21.06.1944)[11];
- Медаль «За оборону Кавказа» (1.05.1944)

## Память
- Его имя увековечено в Главном Храме Вооружённых сил России, и навсегда запечатлено на мемориале «Дорога памяти»
- Установлен памятник на воинском кладбище в городе Водзислав-Слёнски Польша (бывший город Германии)[7].